# Jason Jordan
Nathan Everhart (Tinley Park, 28 de setembro de 1988) é um ex-lutador profissional americano mais conhecido pelo nome de ringue Jason Jordan. Está atualmente na WWE, onde trabalha como produtor. Ele não luta desde janeiro de 2018, quando sofreu uma lesão no pescoço.
Jordan assinou um contrato com a WWE em 2011 e foi enviado para seu território de desenvolvimento Florida Championship Wrestling (FCW), antes de estrear no NXT no ano seguinte. Em 2015, ele formou a dupla American Alpha com Chad Gable, com a dupla conquistando o Campeonato de Duplas do NXT antes de ser escolhido para a marca SmackDown e ganhar o Campeonato de Duplas do SmackDown. Em 2017, American Alpha se desfez quando Jordan estreou no Raw como filho de Kurt Angle e posteriormente formou uma dupla de curta duração com Seth Rollins, com quem ganhou o Campeonato de Duplas do Raw em dezembro de 2017. Ele é o primeiro de seis homens a vencer o Campeonato de Duplas do Raw, SmackDown e NXT. Ele também conquistou o Campeonato de Duplas da Flórida da FCW uma vez com CJ Parker.

## Inicio
Começou no wrestling amador aos sete anos de idade porque erroneamente acreditava que era o mesmo que wrestling profissional. Enquanto na Victor J. Andrew High School, ele competiu no wrestling, futebol e beisebol. Ele frequentou a Universidade de Indiana e competiu na Big Ten Conference, tornando-se três vezes qualificado nacional para a NCAA no nível da Divisão I.
Enquanto lutava na Universidade de Indiana, Everhart foi classificado entre os 15 melhores do país por três anos consecutivos. Em seu último ano, ele estava invicto na temporada regular, indo 35-0 e em um ponto foi classificado como 2º no país. Durante seu quarto ano de wrestling, ele trabalhou como treinador estudantil em sua universidade e ajudou dois All-Americans em 197 lbs e um peso pesado. Everhart se formou em biologia com especialização em química, ciências sociais e medicina. Ele colocou a faculdade de odontologia em espera para perseguir seu sonho de ser um lutador profissional. Devido aos seus elogios na Universidade de Indiana, ele teve seu rosto pintado na parede do ginásio do campus em 2010.

## Carreira profissional na luta profissional

### WWE

#### Início da carreira (2011–2015)
Everhart foi observado na faculdade pelo agente da WWE, Gerald Brisco. Ele foi recrutado para participar de um teste da WWE em 2010 e posteriormente foi oferecido um contrato da WWE, mas ele não assinou até terminar seu diploma universitário. Em julho de 2011, ele assinou um contrato de desenvolvimento com a WWE e foi enviado para o território de desenvolvimento Florida Championship Wrestling (FCW), onde assumiu o nome de ringue Jason Jordan. Sua primeira luta profissional foi em um evento ao vivo da FCW em 30 de setembro, onde ele se juntou a Abraham Washington para enfrentar Big E Langston e Calvin Raines. Ele fez sua estréia na televisão no episódio de 13 de novembro da FCW TV, em parceria com Colin Cassady e Mike Dalton em uma derrota contra The Ascension. Jordan continuou a fazer aparições esporádicas na FCW até que a marca foi substituída pelo NXT em 2012. Antes disso, ele ganhou o Campeonato de Duplas da FCW com CJ Parker em um evento ao vivo em 13 de julho.
No episódio de 27 de junho de 2012 do NXT, Jordan fez sua estreia no NXT, perdendo para Jinder Mahal. Ele continuou a fazer outras aparições ocasionais ao longo de 2012 e 2013. Em abril de 2014, Jordan formou uma dupla com Tye Dillinger, mas os dois encontraram pouco sucesso e se separaram em fevereiro de 2015.

#### American Alpha (2015–2017)
Em maio de 2015, Jordan começou uma história com Chad Gable em que Gable tentou convencer Jordan a formar uma nova parceria, mas Jordan recusaria sua oferta em duas ocasiões diferentes, enquanto ao mesmo tempo competia em lutas de duplas com outros lutadores, como perder para The Vaudevillains ao lado de Marcus Louis e perder para Enzo e Cass ao lado de Sylvester Lefort. No episódio de 15 de julho do NXT, depois de quase três meses de persuasão, Jordan finalmente concordou em uma luta com Gable como seu parceiro, onde derrotaram Elias Samson e Steve Cutler. No episódio de 2 de setembro do NXT, Jordan e Gable competiram na primeira rodada do torneio Dusty Rhodes Tag Team Classic, derrotando Neville e Solomon Crowe. Em 26 de setembro em um evento ao vivo, eles derrotaram The Hype Bros na segunda rodada antes de serem derrotados por Baron Corbin e Rhyno nas semifinais do NXT TakeOver: Respect. Originalmente vilões, Jordan e Gable se tornaram os favoritos dos fãs durante esta partida, mostrando espírito de luta e resiliência contra Corbin e Rhyno. Nas semanas seguintes no NXT, Jordan e Gable derrotaram os ex-Campeões de Duplas do NXT, The Ascension no episódio de 18 de novembro do NXT, e The Vaudevillains no episódio de 2 de dezembro do NXT.
No episódio de 27 de janeiro de 2016 do NXT, Jordan e Gable começaram a usar o nome American Alpha e derrotaram Blake e Murphy. No episódio de 16 de março do NXT, American Alpha derrotaram The Vaudevillains para se tornarem o desafiante número um pelo Campeonato de Duplas do NXT. No NXT TakeOver: Dallas, American Alpha derrotou The Revival para ganhar o Campeonato de Duplas do NXT. No NXT TakeOver: The End em 8 de junho, eles perderam os títulos de duplas para The Revival, terminando seu reinado em 68 dias. Após a luta, eles foram atacados pelos estreantes The Authors of Pain. No episódio de 20 de julho do NXT, American Alpha fez sua última aparição no NXT, perdendo para The Authors of Pain.
Em 19 de julho, Jordan e Gable foram draftados para a marca SmackDown como parte do Draft da WWE de 2016. No episódio de 2 de agosto do SmackDown Live, American Alpha fez sua estreia, derrotando The Vaudevillains. No pré-show do SummerSlam, American Alpha se uniu com The Hype Bros e The Usos para derrotar Breezango, The Ascension e The Vaudevillains em uma luta de duplas de 12 homens. A partir do episódio de 23 de agosto do SmackDown Live, American Alpha competiria em um torneio de duplas pelo Campeonato de Duplas do SmackDown, derrotando Breezango na primeira rodada para avançar para as semifinais, onde enfrentaram The Usos. No episódio de 6 de setembro do SmackDown Live, após derrotar The Usos, o joelho de Gable foi "ferido" durante um ataque do The Usos depois do combate, tornando American Alpha incapaz de competir na final. No episódio de 1º de novembro do SmackDown Live, American Alpha derrotou The Spirit Squad para se tornar parte do Time SmackDown na tradicional luta de eliminação de tag team 10-on-10 do Survivor Series. No Survivor Series, American Alpha seria eliminado na luta por Luke Gallows e Karl Anderson, onde o Time SmackDown seria derrotado pelo Time Raw.
No episódio de 27 de dezembro do SmackDown Live, American Alpha derrotou The Wyatt Family para conquistar o Campeonato de Duplas do SmackDown em uma luta de eliminação de quatro duplas, também apresentando The Usos, Heath Slater e Rhyno. No Elimination Chamber em 12 de fevereiro de 2017, American Alpha defenderia com sucesso seus títulos em uma luta de tag team turmoil. No episódio de 21 de março do SmackDown Live, American Alpha perdeu o título para The Usos, terminando seu reinado em 84 dias. Jordan fez sua estreia em WrestleMania na WrestleMania 33, onde participou do André the Giant Memorial Battle Royal, que foi vencido por Mojo Rawley. American Alpha então pareceu se separar silenciosamente, quando Gable começou a lutar sozinho, inclusive conseguindo uma luta por com Kevin Owens no episódio de 20 de junho do SmackDown Live.

#### "Filho" de Kurt Angle (2017–2018)
No episódio de 17 de julho do Raw, Jordan foi revelado como o "filho" do gerente geral do Raw, Kurt Angle, após Angle revelar uma série de mensagens de texto misteriosas enviadas para seu telefone de trabalho e para Corey Graves da equipe de comentaristas. Depois disso, Jordan foi transferido para o Raw, separando assim o American Alpha. Na semana seguinte no Raw, em sua primeira luta, Jordan derrotaria Curt Hawkins. Em agosto, Jordan começou uma rivalidade com o Campeão Intercontinental The Miz, depois que ele insultou Jordan em seu segmento no talk show Miz TV. No Raw de 14 de agosto, Jordan enfrentou Miz pelo Campeonato Intercontinental, mas venceu por desqualificação. Jordan seria salvo de um ataque do trio depois que os Hardy Boyz chegaram e ajudaram Jordan. Isso levaria a uma luta de duplas de seis homens no SummerSlam, onde Jordan e The Hardy Boyz foram derrotados por The Miz e The Miztourage. No Raw de 18 de setembro, Jordan venceria uma luta Six-Pack Challenge para se tornar o desafiante pelo Intercontinental Championship contra The Miz. No No Mercy em 24 de setembro, Jordan não conseguiu conquistar o título, após interferência externa do The Miztourage.
Jordan foi então colocado em uma rivalidade com Elias, depois que Jordan interrompeu Elias durante suas músicas, jogando vegetais nele. Isso levaria a uma luta entre os dois no TLC: Tables, Ladders & Chairs, onde Jordan derrotou Elias. No Raw de 6 de novembro, Jordan derrotou Elias em uma luta Guitar-on-a-Pole, encerrando assim sua rivalidade. Jordan foi nomeado o quinto membro do Time Raw no Survivor Series. No Raw de 13 de novembro, Jordan machucou a perna nas mãos de Bray Wyatt. Devido à lesão na perna, ele estava fora da luta do Survivor Series e foi substituído por Triple H, fazendo seu retorno aos ringues e aplicando um pedigree em Jordan. Em dezembro, Jordan começaria a lutar junto com Seth Rollins, substituindo o parceiro lesionado de Rollins, Dean Ambrose. No Raw de 25 de dezembro, Jordan e Rollins derrotaram Cesaro e Sheamus para conquistar o Campeonato de Duplas do Raw. Com a vitória, Jordan se tornou a primeira pessoa na WWE a conquistar o Campeonato de Duplas do Raw, SmackDown e NXT. No entanto, no Royal Rumble em 28 de janeiro de 2018, eles perderam os títulos para Cesaro e Sheamus, encerrando seu reinado em 34 dias. Este acabou por ser o seu último combate televisionado da WWE.

#### Aposentadoria e produtor (2018-presente)
No episódio de 5 de fevereiro do Raw, Jordan disse a Rollins que não iria competir na luta de duplas, antes que o companheiro de longa data de Rollins, Roman Reigns, se unisse a Rollins. Mais tarde naquela noite, Jordan custou a Rollins e Reigns uma luta pelo Campeonato de Duplas do Raw, antes que Kurt Angle o mandasse para casa. Isso foi feito para tirar Jordan da televisão. No dia seguinte, a WWE informou que Jordan foi submetido a uma cirurgia bem-sucedida para reparar uma lesão no pescoço. Após essa cirurgia, foi relatado que ele estaria fora de ação por mais de um ano. De acordo com Jon Robinson, autor do livro Creation The Mania: An Inside Look at how WrestleMania Comes to Life, o enredo com Kurt Angle terminaria na WrestleMania 34 em uma luta entre eles, e durante uma entrevista com Kurt Angle o no ano seguinte, Angle revelou que seu oponente na WrestleMania 35, Baron Corbin, conseguiu a vaga de Jordan devido à grave lesão de Jordan. Desde sua lesão no ringue, Jordan tem trabalhado como produtor. Jordan fez sua primeira aparição na televisão em mais de dois anos no episódio de 29 de maio de 2020 do SmackDown, caminhando ao lado de policiais que estavam prendendo Jeff Hardy. Em abril de 2021, Jordan teria sido promovido a um novo papel de produtor principal, supervisionando todos os outros produtores em gravações de TV.

## Outras mídias
Jordan aparece como um personagem jogável nos videogames WWE 2K17, WWE 2K18 e WWE 2K19.

## Vida pessoal
Nathan Everhart nasceu em Tinley Park, Illinois, em 28 de setembro de 1988. Ele tem três irmãos, dois dos quais mais tarde seriam presos por crimes não revelados – um deles prisão perpétua.
Everhart se casou com April Elizabeth em 17 de março de 2017. Eles residem em Orlando, Flórida, e têm uma filha chamada Ava Rose (nascida em 21 de junho de 2020).
Ele é um bom amigo de seu ex-parceiro de duplas Chad Gable, a quem ele diz ser "como um irmão" para ele.

## Títulos e conquistas
- Florida Championship Wrestling
  - Campeonato de Duplas da Flórida da FCW (1 vez) – com CJ Parker.
- Pro Wrestling Illustrated
  - Classificado em 87º lugar entre os 500 melhores lutadores individuais no PWI 500 em 2018.
- WWE
  - Campeonato de Duplas do NXT (1 vez) – com Chad Gable.
  - Campeonato de Duplas do Raw (1 vez) – com Seth Rollins,
  - Campeonato de Duplas do SmackDown (1 vez) – com Chad Gable.
  - WWE (primeiro lutador) Tag Team Triple Crown Champion.

## Na luta livre
- Movimentos de finalização
  - Ankle Lock
  - Hoosier Daddy (Double underhook DDT)[63]
  - Jordan Slam (Olympic slam)[2]
- Movimentos secundários
  - Dropkick
  - Múltiplas variações de suplex
    - Belly-to-belly
    - Capture
    - Exploder
    - German
    - Alpha-Plex (Overhead belly-to-belly)[64]
    - Saito

  - Striking turnbuckle thrust
- Com Chad Gable
  - Movimentos de finalização da dupla
    - Grand Amplitude (Belly-to-back pop-up de Jordan em um bridging high-angle belly-to-back suplex de Gable)[65][64]
- Temas de entrada
  - "Elite" por CFO$[66] (NXT/WWE; 29 de julho de 2015–17 de julho de 2017; usado enquanto fazia dupla com Chad Gable)